# Mesene margaretta
Mesene margaretta is een vlindersoort uit de familie van de prachtvlinders (Riodinidae), onderfamilie Riodininae.
Mesene margaretta werd in 1843 beschreven door White, A.